# Гидрологическое моделирование

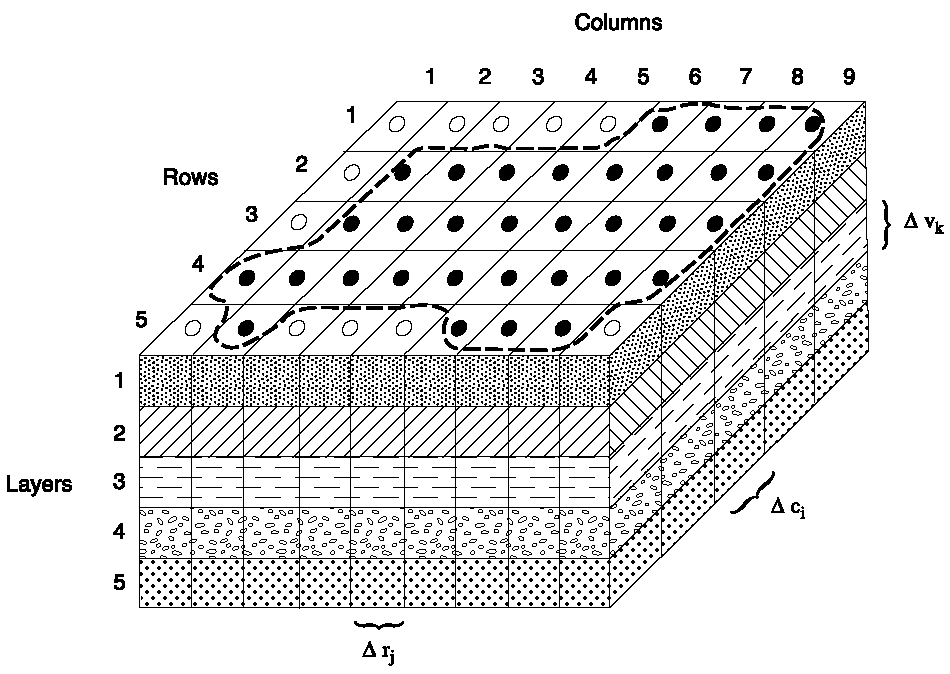
MODFLOW — вычислительная модель потока грунтовых вод основанная на методах, разработанных Геологической службой США

Гидрологическое моделирование — это упрощённое, абстрактное представление части гидрологического цикла. Гидрологические модели в основном используются для прогнозирования, а также для понимания гидрологических процессов. Различаются два основных типа моделей:
- Стохастические. Эти модели представляют собой системы чёрных ящиков, использующие математический и статистический подходы
- Модели, основанные на физических процессах. Они описывают физику процесса на основе полевых исследований.